# Gagát

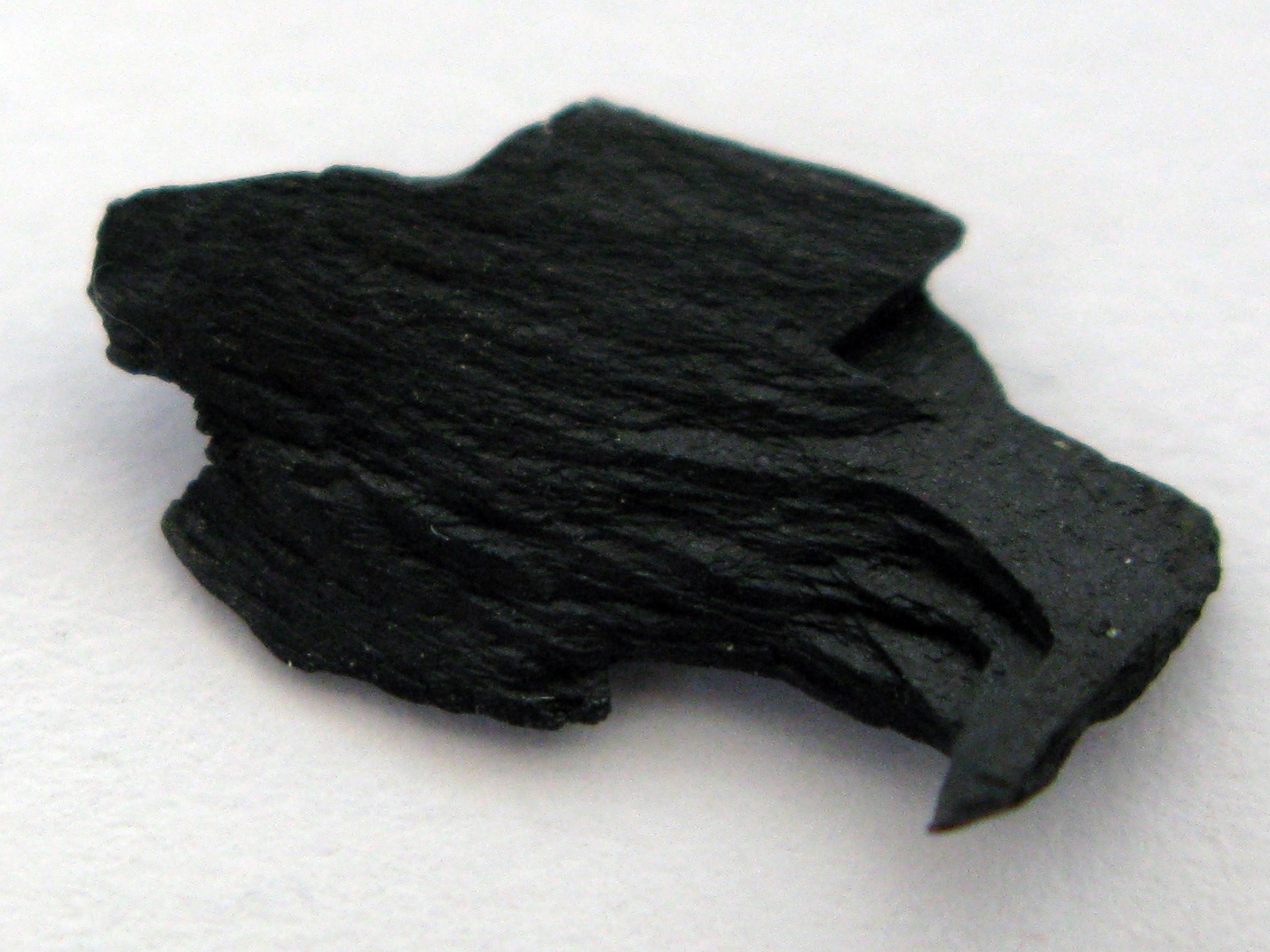
Kousek gagátu

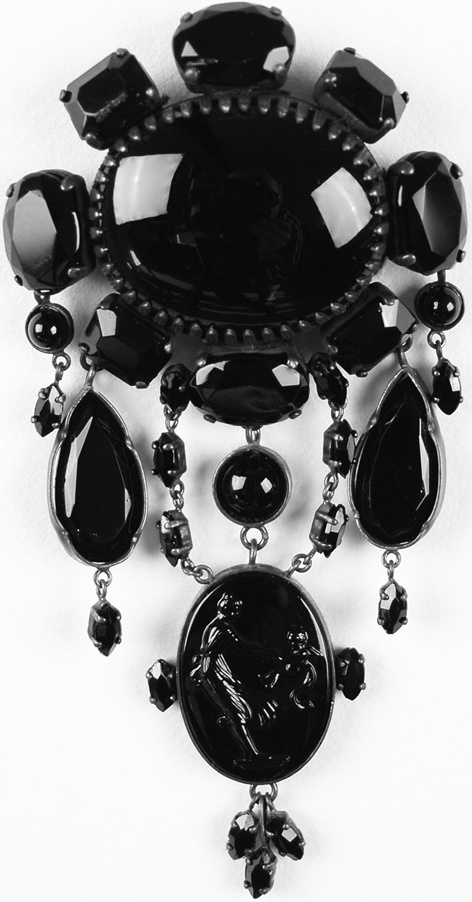
Smuteční šperk, brož z gagátu

Gagát (také černý jantar, jet, akštýn nebo kanell) je tmavý tzv. mineraloid používaný jako drahý kámen. V dřívějších dobách býval zaměňován s jantarem. Je voskově matný, černý či tmavě hnědý a neprůhledný. Vznikl milióny let trvajícím rozkladem dřeva, obvykle stromů z čeledi blahočetovitých, za vysokého tlaku. Složením je podobný hnědému uhlí a hoří. Někdy obsahuje pyritové inkluze. Jeho název je odvozen od řeky Gagátes v Malé Asii, kde byl těžen Římany.
Dnešní ložiska gagátu jsou především v Utahu, Rusku, Asturii, Francii a Německu.
Mimo antický Řím ho používali k výrobě předmětů také Vikingové, kteří ho těžili ve Velké Británii v okolí Whitby. Množství nálezů pochází hlavně z Grónska. Ozdoby z něj byly nalezeny v neolitických hrobech na území Čech. Výrobky z gagátu přispěly k prosperitě whitebského opatství v době jeho první abatyše, sv. Hildy. Vyráběly se z něj růžence, kříže i figurky. Oblíbený byl také ve viktoriánské době, a to i královnou, jež ho nosila hlavně po svém ovdovění. I v té době bylo centrem výroby gagátových šperků a sošek Whitby. Je používán hlavně na výrobu smutečních šperků.
Jako ostatním drahým kamenům byla gagátu připisována magická moc. Římané věřili, že plaší hady a vařený s vínem měl léčit bolesti zubů. Gerolamo Cardano ho doporučuje jako ochranu před nočními můrami, přízraky, inkuby a sukuby.